# Lov na Gotovinu
Lov na Gotovinu dokumentarni je film iz 2013. autorice Nade Prkačin, HTV-ove novinarke. Bavi se potragom za Antom Gotovinom, njegovim uhićenjen i uz to povezanim događajima.
Film pokriva povijesno razdoblje od svibnja 1998. kad se je u medijima prvi put pojavila informacija kako Haaški tribunal želi saslušati hrvatskog generala Gotovinu sve do 8. studenog 2005., dan nakon Gotovininog uhićenja, kada je tužiteljica Haaškog tribunala Carla del Ponte u Beogradu objavila da je hrvatski general Ante Gotovina uhićen.
Film nema poseban scenarij ni režiju, nego kronološki bilježi niz ljudi i događaja. Materijali korišteni u filmu su dokumentarni snimci iz HTV-ove arhive. 